# 元気者で行こう!
「元気者で行こう!」（げんきものでいこう）は、真野恵里菜のメジャー8枚目のシングル（インディーズから通算して11枚目）。2010年9月15日発売。

## 概要
初回生産限定盤Aはジャケット撮影のメイキングを収めたDVDと、イベント応募ハガキが封入。初回生産限定盤Bはイベント応募ハガキのみが封入されている。
ミュージック・ビデオ監督は堤幸彦。また、同氏が所属する演劇ユニット「キバコの会」の公演に真野が出演したことから、同ユニットの半海一晃、野添義弘、多田木亮佑もミュージック・ビデオに出演。
バックダンサーとして佐保明梨、吉川友、竹内朱莉、佐藤綾乃が出演している。
カップリング曲「家へ帰ろう」は、2010年9月4日に公開された映画『怪談新耳袋 怪奇』の主題歌となっている。

## 収録曲
全作詞：三浦徳子　作曲：畠山俊昭
1. 元気者で行こう!
編曲：河合英嗣
2. 家へ帰ろう
英語詞：西田恵美　編曲：津沢崇
3. 元気者で行こう!(Instrumental)

## 参加ミュージシャン
元気者で行こう!
- ベース：千ヶ崎学
- 他の全ての楽器：河合英嗣
- コーラス&ボイス：たいせい・新堂敦士・稲葉貴子

## シングルV
2010年9月22日に発売された真野恵里菜の7thシングルDVD。

### 収録内容
1. 元気者で行こう!(ディレクターズカット VER.1)
2. 元気者で行こう!(MUSIC CLIP)
3. PV撮影メイキング映像